# 9819 Sangerhausen
9819 Sangerhausen este un asteroid din centura principală de asteroizi.

## Descriere
9819 Sangerhausen este un asteroid din centura principală de asteroizi. A fost descoperit pe 25 martie 1971 la Observatorul Palomar de Cornelis Johannes van Houten, Ingrid van Houten-Groeneveld și Tom Gehrels. Asteroidul prezintă o orbită caracterizată de o semiaxă mare de 2,19 ua, o excentricitate de 0,18 și o înclinație de 2,5° în raport cu ecliptica.